# Eriopyga prasinocyma
Eriopyga prasinocyma là một loài bướm đêm trong họ Noctuidae.